# Hermán Aceros
Hermán Aceros Bueno (Bucaramanga, 30 de septiembre de 1938-Floridablanca, 29 de octubre de 2018) fue un futbolista colombiano que jugaba como delantero. También fue director técnico y formador de jugadores.

## Apodo
Hermán fue apodado desde muy chico como "Cuca" por la marca de las populares galletas, él las vendía para ayudarle con los gastos del hogar a su padre.

## Trayectoria
Jugó profesionalmente entre 1955 y 1972 pasando por equipos como Atlético Bucaramanga, Millonarios, Deportivo Cali, Independiente Medellín, Deportivo Pereira y Real Cartagena. 
Como director técnico se formó en Argentina, a su regreso al país dirigió al Atlético Bucaramanga (1984 y 1986), Deportes Tolima (1985), Cúcuta Deportivo (1987), Independiente Medellín (1988) en Colombia y Deportivo Táchira, Minerven (1990/92) y Mineros de Guayana (1995) en Venezuela.
Durante varios años trabajó como formador de jugadores y profesor del SENA en el Departamento de Santander.

## Selección nacional
Fue internacional con la Selección de fútbol de Colombia. Hizo parte de la nómina que participó en el primer mundial del equipo "cafetero" en Chile 1962. En ese certamen, "Cuca" Aceros marcó el primer gol frente a la Unión Soviética, que finalizó empatado 4-4. 

### Participaciones en Copas del Mundo
| Mundial                        | Sede  | Resultado    | Partidos | Goles |
| ------------------------------ | ----- | ------------ | -------- | ----- |
| Copa Mundial de Fútbol de 1962 | Chile | Primera fase | 3        | 1     |

## Clubes

### Como jugador
| Club                   | País     | Año                | Partidos | Goles |
| ---------------------- | -------- | ------------------ | -------- | ----- |
| Atlético Bucaramanga   | Colombia | 1955 - 1960 y 1972 | 223      | 39    |
| Deportivo Cali         | Colombia | 1961 - 1962        | 51       | 13    |
| Independiente Medellín | Colombia | 1963 - 1968        | 133      | 37    |
| Millonarios            | Colombia | 1969               | 71       | 14    |
| Deportivo Pereira      | Colombia | 1970               | 14       | 4     |
| Real Cartagena         | Colombia | 1971               | 18       | 2     |

### Como Director Técnico
| Club                   | País      | Año         |
| ---------------------- | --------- | ----------- |
| Atlético Bucaramanga   | Colombia  | 1984        |
| Deportes Tolima        | Colombia  | 1985        |
| Atlético Bucaramanga   | Colombia  | 1986        |
| Cúcuta Deportivo       | Colombia  | 1987        |
| Independiente Medellín | Colombia  | 1988        |
| Minervén SC            | Venezuela | 1990 - 1992 |
| Deportivo Táchira      | Venezuela | 1993 - 1994 |
| Mineros de Guayana     | Venezuela | 1995        |